# Lotus: The Ultimate Challenge
Lotus: The Ultimate Challenge, anche noto come Lotus III: The Ultimate Challenge, è un simulatore di guida sviluppato dalla Magnetic Fields e pubblicato dalla Gremlin Graphics nel 1992 per Amiga, poi convertita per Atari ST, MS-DOS e Sega Mega Drive. Il gioco è il seguito di Lotus Turbo Challenge 2 e il terzo titolo della serie. La versione Mega Drive è intitolata Lotus II o Lotus II: RECS (acronimo di Race Environment Construction System) poiché per questa piattaforma è solo il secondo titolo della serie.
Le musiche sono di Patrick Phelan.

## Automobili selezionabili

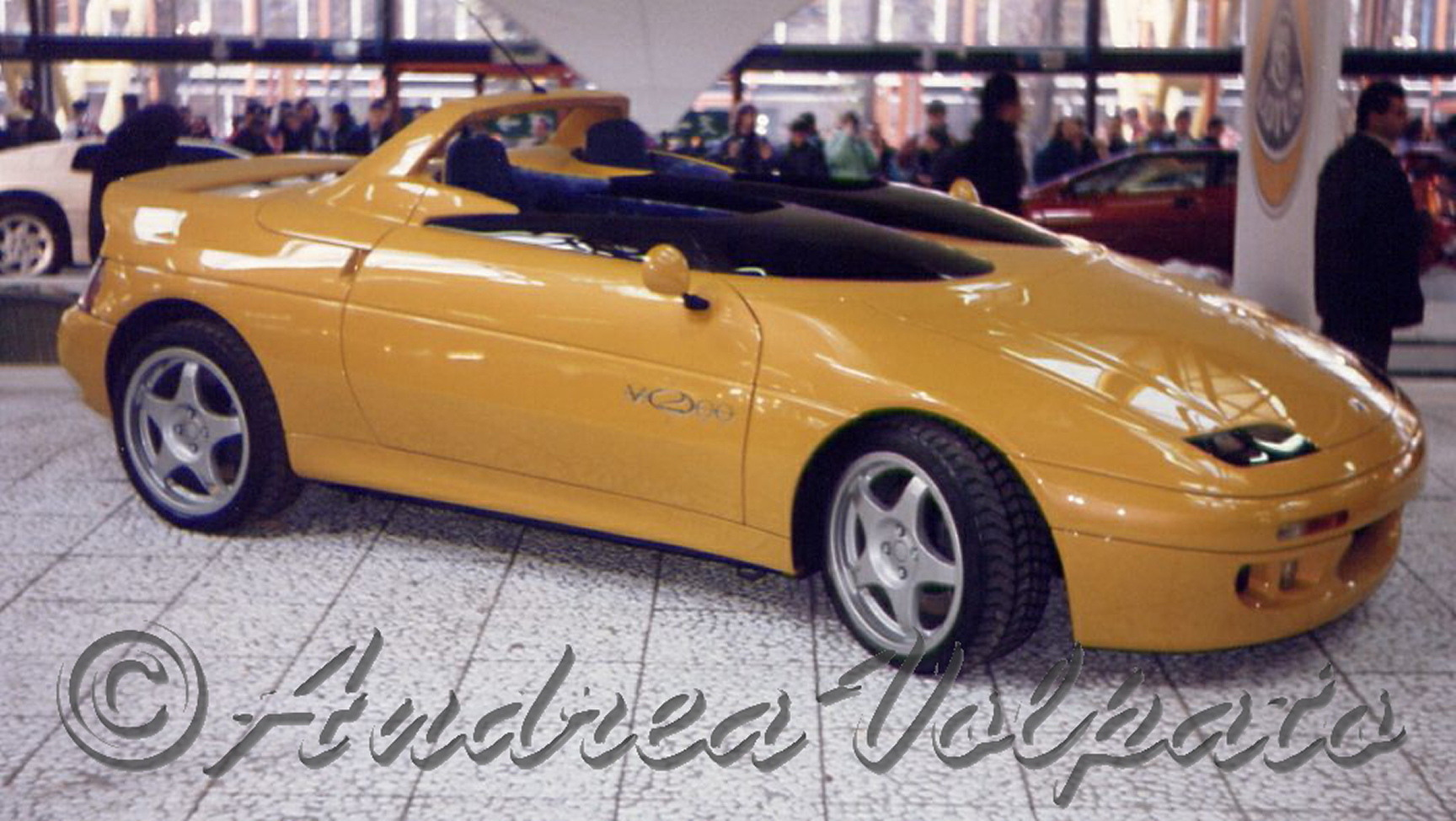
La Concept Car Lotus M200, terza vettura selezionabile e che compare anche nella cover del gioco

- Lotus Esprit Turbo SE rossa
- Lotus Elan SE gialla
- Lotus M200 S verde